# Mount Nansen
Mount Nansen är ett berg i Antarktis. Det ligger i Östantarktis. Nya Zeeland gör anspråk på området. Toppen på Mount Nansen är 2 740 meter över havet.
Terrängen runt Mount Nansen är varierad. Mount Nansen är den högsta punkten i trakten. Trakten är obefolkad. Det finns inga samhällen i närheten. 